# Хераково
Хераково (болг. Хераково) — село в Болгарии. Находится в Софийской области, входит в общину Божуриште. Население составляет 986 человек (2022).

## Политическая ситуация
В местном кметстве Хераково, в состав которого входит Хераково, должность кмета (старосты) исполняет Павел Методиев Величков (независимый) по результатам выборов правления кметства.
Кмет (мэр) общины Божуриште — Аспарух Асенов Аспарухов (инициативный комитет) по результатам выборов в правление общины.